# Shields (альбом)
Shields — четвертий студійний альбом американського інді-рок гурту Grizzly Bear, виданий 18 вересня 2012 року на лейблі Warp Records. Продюсером альбому виступив басист та мультиінструменталіст гурту Кріс Тейлор. В підтримку альбому було видано два сингла: "Sleeping Ute" та "Yet Again".
Альбом отримав визнання у критиків та опинився на 7-й сходинці Billboard 200 і 17-й сходинці UK Albums Chart.

## Список композицій
Автор музики і слів Grizzly Bear. 
| #   | Назва              | Основний вокал  | Тривалість |
| --- | ------------------ | --------------- | ---------- |
| 1.  | «Sleeping Ute»     | Россен          | 4:35       |
| 2.  | «Speak in Rounds»  | Дросте          | 4:24       |
| 3.  | «Adelma»           | Інструментальна | 1:02       |
| 4.  | «Yet Again»        | Дросте          | 5:18       |
| 5.  | «The Hunt»         | Дросте          | 3:44       |
| 6.  | «A Simple Answer»  | Россен          | 6:00       |
| 7.  | «What's Wrong?»    | Дросте/Россен   | 5:44       |
| 8.  | «Gun-Shy»          | Дросте          | 4:30       |
| 9.  | «Half Gate»        | Дросте          | 5:29       |
| 10. | «Sun in Your Eyes» | Россен          | 7:06       |

## Склад учасників

### Grizzly Bear
- Крістофер Беар — ударні, перкусія, бек-вокал, драм-машина, леп-стіл гітара, синтезатор
- Едвард Дросте — основний та бек-вокал
- Деніел Россен — основний та бек-вокал, гітара, фортепіано, синтезатор, віолончель, валторна, струнне аранжування
- Кріс Тейлор — бас-гітара, бек-вокал, синтезатор, саксофон, кларнет, бас-кларнет, флейта, драм-машина, валторна, струнне аранжування

### Інші музиканти
- Татум Грінблатт — труба, флюгельгорн
- Луїс Швадрон — валторна
- Нет Болдвін — контрабас

### Учасники запису
- Кріс Тейлор — продюсер
- Майкл Брауер — мікшування
- Райан Гілліган — інженер
- Єль Інь-Вонг — асистент інженера
- Джейк Арон — асистент інженера
- Боб Людвіг — зведення

### Обкладинка
- Річард Дібенкорн — малюнок
- Бен Туслі — дизайн

## Зов. посилання
- Shields [Архівовано 24 квітня 2013 у Wayback Machine.] на сайті Warp Records